# Заславська ординація

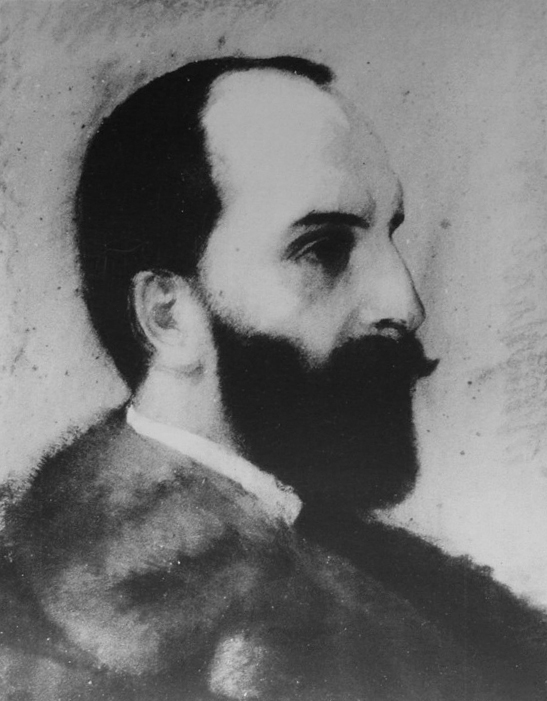
Роман Даміан Санґушко — перший і останній заславський ординат

Заславська ординація — неподільність волинських володінь князів Санґушків встановлена князем Романом Даміаном Санґушком 12 квітня 1907 року і затверджена указом російського імператора Миколи ІІ 1 травня 1907 року, як «заповідана маєтність». До ординації ввійшли 1 місто, 3 містечка, 74 села і 3 хутори Заславського і Острозького повітів Волинської губернії. Урядовий центр ординації розташовувася в містечку Славута.
Через відсутність прямих спадкоємців Роман Даміан Санґушко заповів ординацію племінникові Роману Владиславу Санґушку. Проте Роман Даміан Санґушко був вбитий у 1917 році, а подальші соціальні потрясіння не дозволили спадкоємцю ввійти до виконання своїх прав.

## Територія

### Славутський ключ
- Славута
- Сьомаки
- Вачів
- Жуків
- Дзябилівка
- Дяків
- Мирутин
- Зубівщизна
- Влашанівка
- Янушівка
- Пузирки
- Ногачівка
- Морачівка
- Хоровець
- Бачманівка
- Корчик
- Пашуки
- Хуторок
- Романів
- Миньківці
- Бартасівка
- Ташки
- Сивки
- Радошівка
- Цвіточна
- Кам'янка

### Білогородський ключ
- Білогородка
- Корниця
- Білижниці
- Сенютки
- Чижівки
- Теліжинці
- Пильки
- Підлісці
- Кропивна
- Сухожинці
- Тернавка
- Васьківчик
- Кучманівка
- Криворудки
- Зморщки
- Христівка
- Кузьминець з хутором Досин
- Поляхова з Поляхівкою
- Бісівка мала з хутором Романів
- Трусилівка
- Соснівка
- Соснівочка
- Двірець
- Покощівка

### Заславський ключ
- Заслав
- Михля
- Путрина
- Голики
- Сошна
- Припутня
- Мокрець
- Комини
- Більчинка
- Іванівка
- Лопушна
- Мілятин
- Криволука
- Михнів
- Клембівка
- Митківці
- Васьківці
- Закружці
- Красівка
- Щурівці
- Щурівчики
- Білів
- Кіндратка
- Зубарі
- Тишевичі
- Рибки
- Топори
- Топірчики